# حادثه خیانت علیه حکومت

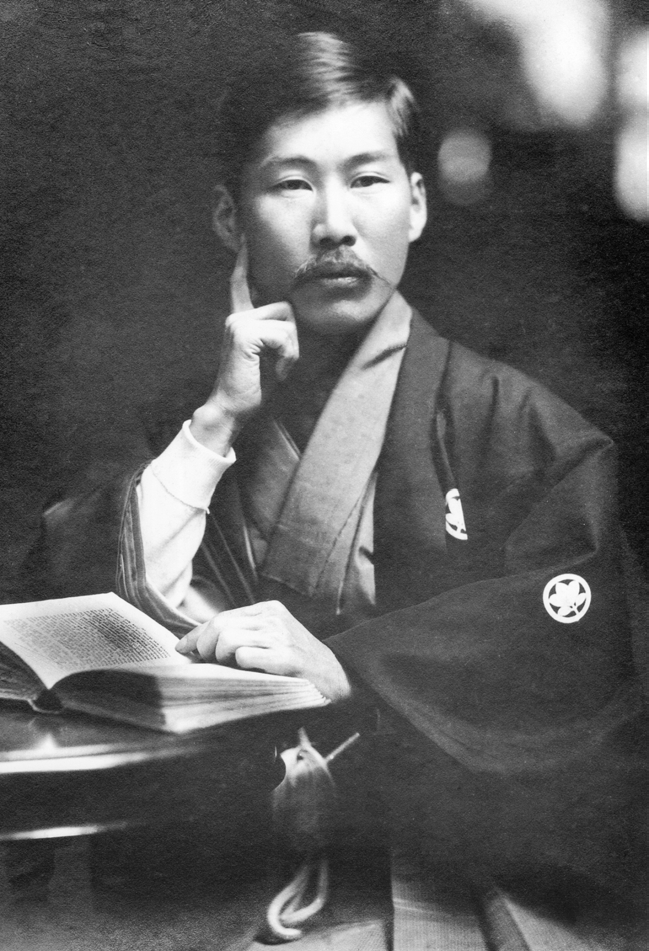
مرتبط

حادثه خیانت علیه حکومت (به ژاپنی: 大逆事件, Taigyaku Jiken) به توطئه سوسیالیست‌های آنارشیست برای ترور امپراتور میجی در سال ۱۹۱۰ اشاره دارد. این حادثه منجر به دستگیری گسترده چپ‌گرایان و اعدام ۱۲ متهم توطئه‌گر در ۱۹۱۱ شد.